# Lagoa da Prata (ort)
Lagoa da Prata är en ort i Brasilien.   Den ligger i kommunen Lagoa da Prata och delstaten Minas Gerais, i den sydöstra delen av landet, 500 km sydost om huvudstaden Brasília. Lagoa da Prata ligger 662 meter över havet och antalet invånare är 43 118.
Terrängen runt Lagoa da Prata är platt. Det finns inga andra samhällen i närheten. 
Omgivningarna runt Lagoa da Prata är huvudsakligen savann. Runt Lagoa da Prata är det ganska glesbefolkat, med 43 invånare per kvadratkilometer.